# Cephalodiscus nigrescens
Cephalodiscus nigrescens är en djurart som tillhör fylumet svalgsträngsdjur, och som beskrevs av Edwin Ray Lankester 1905. Cephalodiscus nigrescens ingår i släktet Cephalodiscus och familjen Cephalodiscidae.
Artens utbredningsområde är Södra Ishavet. Inga underarter finns listade i Catalogue of Life.